# Budki (Kursk)
Budki (russisch Будки) ist ein Dorf (selo) in der Oblast Kursk in Russland. Es gehört zum Rajon Gluschkowo und zur Landgemeinde (selskoje posselenije) Swannowski selsowjet.

## Geographie
Der Ort liegt gut 119 Kilometer Luftlinie südwestlich des Oblastverwaltungszentrums Kursk im südwestlichen Teil der Mittelrussischen Platte, 9 Kilometer nordwestlich des Rajonverwaltungszentrums Gluschkowo, 2,5 Kilometer vom Sitz des Dorfsowjet – Swannoje, 16 Kilometer von der Grenze zwischen Russland und der Ukraine, am Fluss Seim.

### Klima
Das Klima im Ort ist wie im Rest des Rajons kalt und gemäßigt. Es gibt während des Jahres eine erhebliche Niederschlagsmenge. Dfb lautet die Klassifikation des Klimas nach Köppen und Geiger.

## Bevölkerungsentwicklung
| Jahr | Einwohner |
| ---- | --------- |
| 2002 | 119       |
| 2010 | 82        |

Anmerkung: Volkszählungsdaten

## Verkehr
Budki liegt 3,5 Kilometer von der Straße regionaler Bedeutung 38K-040 (Chomutowka – Rylsk – Gluschkowo – Tjotkino – Grenze zur Ukraine), an der Straße interkommunaler Bedeutung 38N-099 (Swannoje – Leschtschinowka – Grenze zum Rajon Rylsk) und 15 Kilometer von der nächsten Eisenbahnhaltestelle 329 km (Eisenbahnstrecke 322 km – Lgow-Kijewskij) entfernt.
Der Ort liegt 165 Kilometer vom internationalen Flughafen von Belgorod entfernt.